# USS Missouri (BB-63)
Pour les autres navires du même nom, voir USS Missouri.
L’USS Missouri (BB-63) est un cuirassé de l'US Navy. Il est le troisième du nom (numéro de coque BB-63) et fut surnommé « Mighty Mo » ou « Big Mo » (le Puissant ou le Gros Mo, Mo étant l'abréviation de l'État du Missouri). En tant que navire amiral de la troisième flotte américaine, il est le bâtiment où furent signés les actes de capitulation du Japon le 2 septembre 1945 dans la baie de Tokyo, qui mirent fin à la Seconde Guerre mondiale.
C’est un cuirassé de classe Iowa, le quatrième et dernier navire de ligne de cette classe construit sur les six commandés par l'US Navy dans les années 1940, et l'avant-dernier cuirassé au monde (le HMS Vanguard sera mis en service six mois plus tard). Le Missouri ne fut pas le plus gros cuirassé de la guerre, puisque son tonnage de 58 000 t en charge était dépassé par celui du navire japonais Yamato (72 000 tonnes à pleine charge).
Le navire a été affecté au théâtre du Pacifique pendant la Seconde Guerre mondiale, où il a participé aux batailles d'Iwo Jima et d'Okinawa et a bombardé les îles japonaises. Son pont arrière a été le site de la reddition de l'empire du Japon, qui a mis fin à la Seconde Guerre mondiale. Il a été qualifié de « cuirassé le plus historique au monde ».
Après la Seconde Guerre mondiale, le Missouri a servi dans diverses missions diplomatiques, de démonstration de force et d'entraînement. Le 17 janvier 1950, le navire s'est échoué à marée haute dans la baie de Chesapeake et, après de grands efforts, a été renfloué plusieurs semaines plus tard. Il a ensuite combattu pendant la guerre de Corée lors de deux missions entre 1950 et 1953. Le Missouri a été le premier cuirassé américain à arriver dans les eaux coréennes et a servi de navire amiral à plusieurs amiraux. Le cuirassé a participé à de nombreuses opérations de bombardement à terre et a également joué un rôle d'écran pour les porte-avions. Le Missouri a été mis hors service en 1955 et transféré à la flotte de réserve (également connue sous le nom de « Mothball Fleet »).
Le Missouri a été réactivé et modernisé en 1984 dans le cadre du plan de la marine de 600 navires. Des lanceurs de missiles de croisière et de missiles anti-navires ont été ajoutés avec une électronique mise à jour. Le navire a servi dans le golfe Persique pour escorter des pétroliers lors de menaces iraniennes, souvent tout en gardant ses systèmes de contrôle de tir entraînés sur des lanceurs de missiles iraniens terrestres. Il a servi dans l'opération Desert Storm en 1991, notamment en fournissant un appui-feu.
Le Missouri a de nouveau été mis hors service en 1992, mais est resté inscrit au registre des navires de la marine jusqu'à ce que son nom soit rayé en 1995. En 1998, il a été donné à l'USS Missouri Memorial Association et est devenu un navire-musée à Pearl Harbor, Hawaï.

## Seconde Guerre mondiale

### Construction
L'USS Missouri était le troisième navire de la marine américaine à porter le nom de l'État américain du Missouri. La construction du navire a été autorisée par le Congrès en 1938 et commandé le 12 juin 1940 avec le numéro de coque BB-63. La quille du Missouri est posée au Brooklyn Navy Yard le 6 janvier 1941 dans la cale 1. Le navire est lancé le 29 janvier 1944 devant une foule de 20 000 à 30 000 spectateurs. Lors de la cérémonie de lancement, le navire a été baptisé par Margaret Truman, la marraine du navire et fille de Harry S. Truman, alors l'un des sénateurs de l'État homonyme du navire ; Truman lui-même a prononcé un discours lors de la cérémonie. Les travaux d'armement se sont déroulés rapidement et le navire a été mis en service le 11 juin. Le capitaine William Callaghan a été son premier commandant.
Le Missouri a mené ses premiers essais en mer au large de New York, à partir du 10 juillet, puis s'est dirigé vers le sud jusqu'à la baie de Chesapeake, où il s'est lancé dans une croisière de déverminage et s'est entraîné. Pendant cette période, il a opéré avec le nouveau grand croiseur Alaska, qui était également récemment entré en service, et plusieurs destroyers d'escorte.

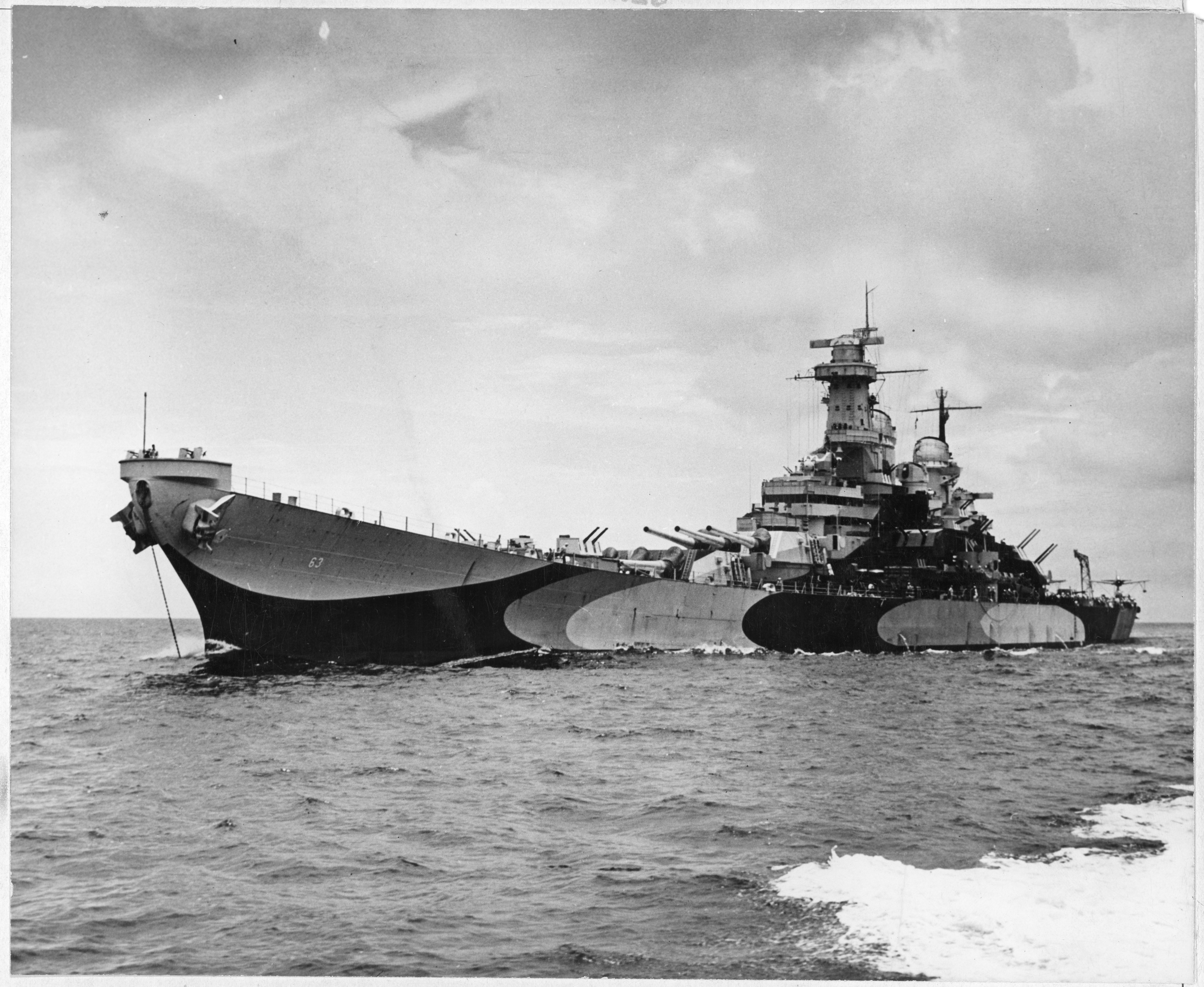
USS Missouri (BB-63) en octobre 1944

### Dans la Troisième flotte américaine
Le Missouri part de Norfolk, base navale de l'US Navy en Virginie le 11 novembre 1944, il transite par le canal de Panama le 18 novembre (avec, à une écluse, une marge de seulement 15,25 cm entre la coque et le quai) et rejoint San Francisco pour des dernières installations pour devenir le navire amiral de la 3e flotte. Il repart de la baie de San Francisco le 14 décembre et arrive à Pearl Harbor à Hawaï le 24 décembre 1944.
Il repart d'Hawaï le 2 janvier 1945 et arrive à Ulithi, dans les îles Caroline occidentales le 13. Il devient temporairement le navire quartier-général du vice-amiral Marc A. Mitscher. Le navire prend la mer le 27 janvier pour servir de protection au task group aéronaval TF 58.2 centré sur les porte-avions Lexington commandé par Mitscher, Hancock, Hornet et San Jacinto. En plus de protéger les porte-avions, le Missouri et les autres cuirassés agissaient comme pétroliers-ravitailleurs pour les destroyers d'escorte, car le train logistique de la flotte ne pouvait pas accompagner le task group lors de ces raids.
Le 16 février, la task force était arrivée au large des côtes du Japon pour commencer une série de frappes aériennes. Le Missouri fait ensuite route avec les porte-avions jusqu'à Iwo Jima où son artillerie soutient en continu le débarquement du 19 février. Ce soir-là, alors qu'il patrouillait avec les porte-avions, le Missouri a abattu un avion japonais, probablement un bombardier Nakajima Ki-49. Après le retour de la TF 58.2 à Ulithi le 5 mars pour faire le plein de carburant et de munitions, le Missouri est affecté au task group aéronaval 58.4 du Yorktown à ce moment-là.
Le 14 mars 1945, il quitte Ulithi en protection des plus rapides porte-avions de l'US Navy et fait route vers l'archipel japonais où il tire contre différentes cibles le long des côtes de la mer intérieure japonaise à partir du 18 mars. Au cours de cette opération, il abat quatre avions japonais. Le porte-avions USS Franklin a été gravement endommagé et le groupe opérationnel du Missouri a été détaché pour couvrir son retrait. Le 22 mars, le USS Franklin avait quitté la zone d'opérations et le groupe retourna à la flotte pour se joindre au bombardement préparatoire à la prochaine invasion d'Okinawa. Le Missouri a été temporairement transféré à la TF 59, avec ses sister-ship USS New Jersey et USS Wisconsin, pour bombarder la côte sud d'Okinawa le 24 mars où il a tiré 180 coups visant à détourner l'attention des Japonais sur la cible d'invasion réelle du côté ouest du l'île. Le Missouri est ensuite revenu au TG 58.4.
Alors qu'il opérait avec les porte-avions le 11 avril, le Missouri a été attaqué par un kamikaze qui a heurté le côté du navire sous le pont principal. L'impact a brisé l'avion, jetant de l'essence sur le pont qui s'est rapidement enflammé, mais a été rapidement maitrisé par l'équipage. L'attaque a causé des dommages superficiels et le cuirassé est resté en poste. Deux membres d'équipage ont été blessés le 17 avril lorsqu'un autre kamikaze a coupé la grue de poupe et s'est écrasé dans le sillage du navire. Le Missouri a quitté la Task Force 58.4 le 5 mai pour retourner à Ulithi; au cours de ses opérations au large d'Okinawa, il a revendiqué cinq avions abattus et un autre probable, ainsi qu'un crédit partiel pour six autres avions détruits. En cours de route, le Missouri a fait le plein d'un pétrolier de la flotte qui a également amené le nouveau commandant du navire, le capitaine Stuart S. Murray, qui a relevé le capitaine Callaghan le 14 mai.
Le 9 mai, le Missouri a atteint Ulithi, avant de continuer vers le port d'Apra à Guam, où il est arrivé neuf jours plus tard. L'amiral William F. Halsey Jr., le commandant de la troisième flotte, est monté à bord du navire ce jour-là, faisant de lui le navire amiral de la flotte de ce qui était maintenant renommé la TF 38. Le 21 mai, le cuirassé est reparti, à destination d'Okinawa. Il avait atteint la zone opérationnelle le 27 mai, lorsqu'il a participé à des attaques contre des positions japonaises sur l'île. Avec le reste de la troisième flotte, il s'est ensuite dirigé vers le nord pour mener une série de frappes aériennes sur les aérodromes japonais et d'autres installations sur l'île de Kyūshū les 2 et 3 juin. La flotte a été frappée par un typhon majeur dans la nuit du 5 au 6 juin, qui a causé d'importants dommages à de nombreux navires de la flotte, bien que le Missouri n'ait subi que des dommages mineurs. Une autre série de frappes aériennes contre des cibles sur Kyūshū a eu lieu le 8 juin. La flotte s'est ensuite retirée dans le golfe de Leyte pour faire le plein de carburant et de munitions, y arrivant le 13 juin.
La troisième flotte a recommencé les opérations le 1er juillet pour lancer une autre série d'attaques sur l'archipel japonais. Pendant cette période, le Missouri a opéré avec TG 38.4. L'avion porte-avions a frappé des cibles autour de Tokyo le 10 juillet, puis plus au nord entre Honshū et Hokkaidō du 13 au 14 juillet. Le lendemain, le Missouri et plusieurs autres navires ont été détachés pour former le TG 38.4.2 chargé de bombarder les installations industrielles de Muroran à Hokkaido. Une deuxième mission de bombardement a suivi dans la nuit du 17 au 18 juillet, date à laquelle le cuirassé britannique HMS King George V avait rejoint la formation. Les cuirassés sont ensuite revenus pour filtrer les porte-avions lors de frappes contre des cibles autour de la mer intérieure, puis de Tokyo plus tard dans le mois. Après une brève pause, les porte-avions ont repris leurs attaques sur le nord du Japon le 9 août, le même jour que le bombardement atomique de Nagasaki. Le lendemain, des rumeurs ont circulé selon lesquelles le Japon se rendrait, ce qui a été officiellement annoncé le matin du 15 août.

### Le 2 septembre 1945: capitulation du Japon

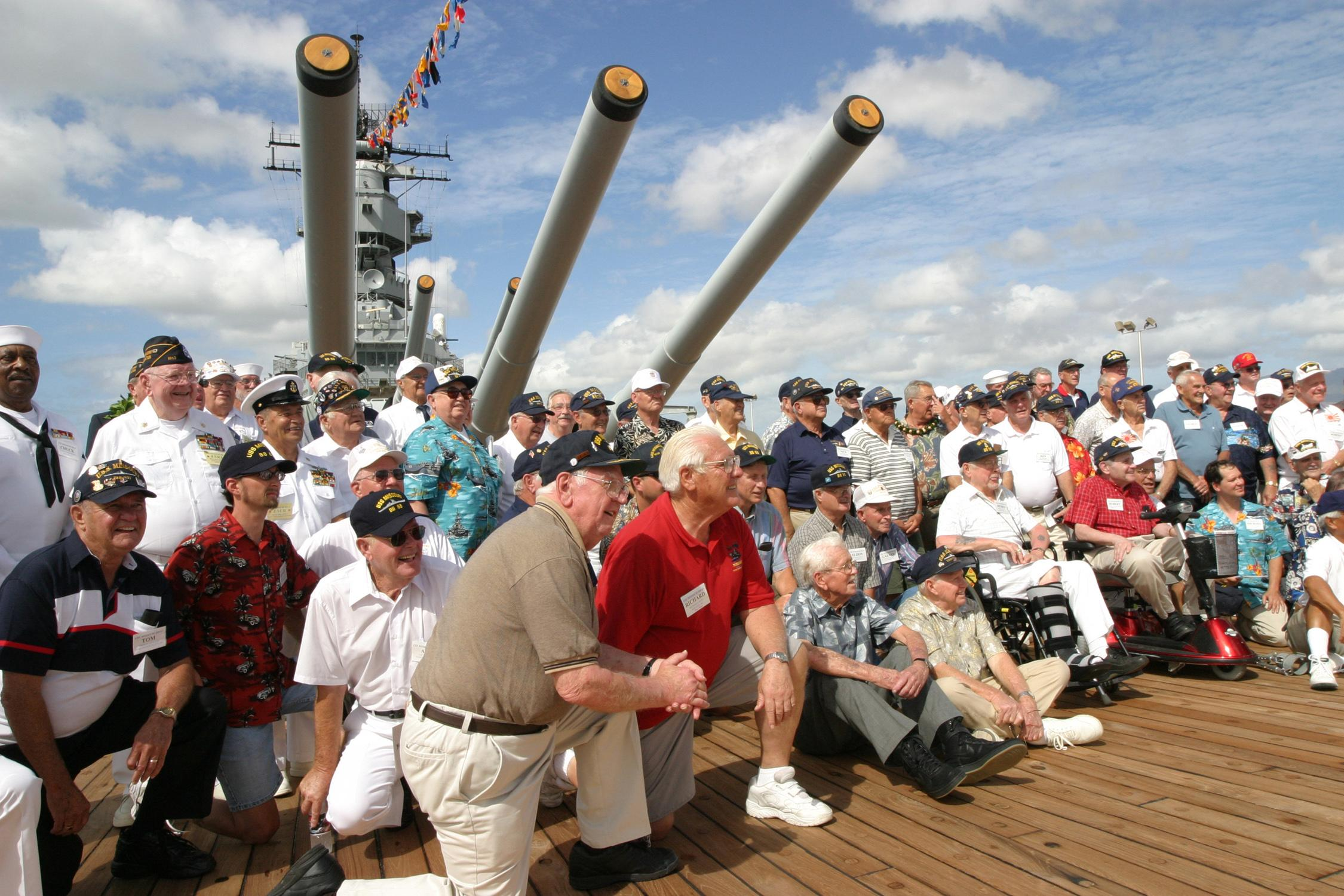
Cent vétérans parmi les hommes d'équipage ayant vécu le 2 septembre 1945 posent à l'occasion d'une commémoration, en 2003.

Le choix de cet énorme bâtiment s'était avéré nécessaire compte tenu de la concentration des personnalités plénipotentiaires le jour de la signature, alors que l'USS Missouri mouillait dans les eaux de la baie de Tokyo. Les mesures de sécurité étaient maximales pour garantir une capitulation sans anicroche.
Un destroyer amena chacune des parties prenantes à bord depuis le port de Tokyo.
Lorsque la délégation japonaise quitta le navire après la signature, une démonstration de force aérienne avait été prévue, survolant le navire et passant dans la baie vers Tokyo. Elle comprenait des avions divers, en nombre important et en formations compactes, dont des B-29 Superfortress avec 8 tonnes de bombes chargées préventivement.
Pour la population du monde, la guerre s'était achevée successivement lors du jour V-E, Victory in Europe, puis du jour V-J, Victory over Japan.

## Après la Seconde Guerre mondiale
Le Missouri sert lors de la guerre de Corée puis est mis en réserve en 1955.
En mai 1984, dans le cadre du plan stratégique de la marine de 600 navires (the 600 Ship Navy) lancé par l'administration Reagan, il est rénové et modernisé en l'équipant notamment de missiles de croisière et il reprend du service en mai 1986.
Il utilise une dernière fois sa puissante artillerie lors de la première guerre du golfe en 1991 et est finalement retiré du service en 1992.
Le Missouri est aujourd'hui un navire musée dans le port de Pearl Harbor à Hawaï.

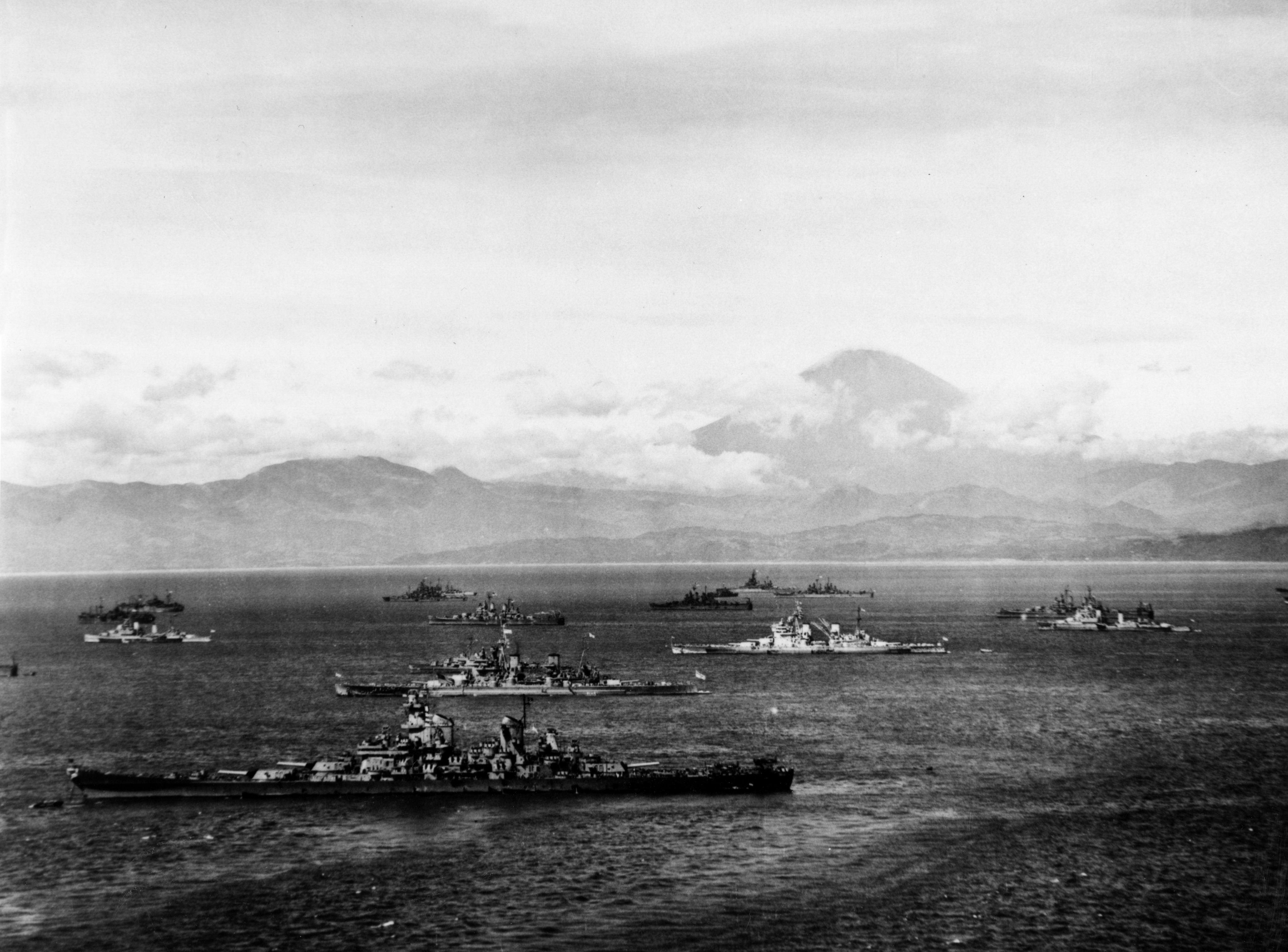
L'USS Missouri dans la baie de Sagami le 28 août 1945
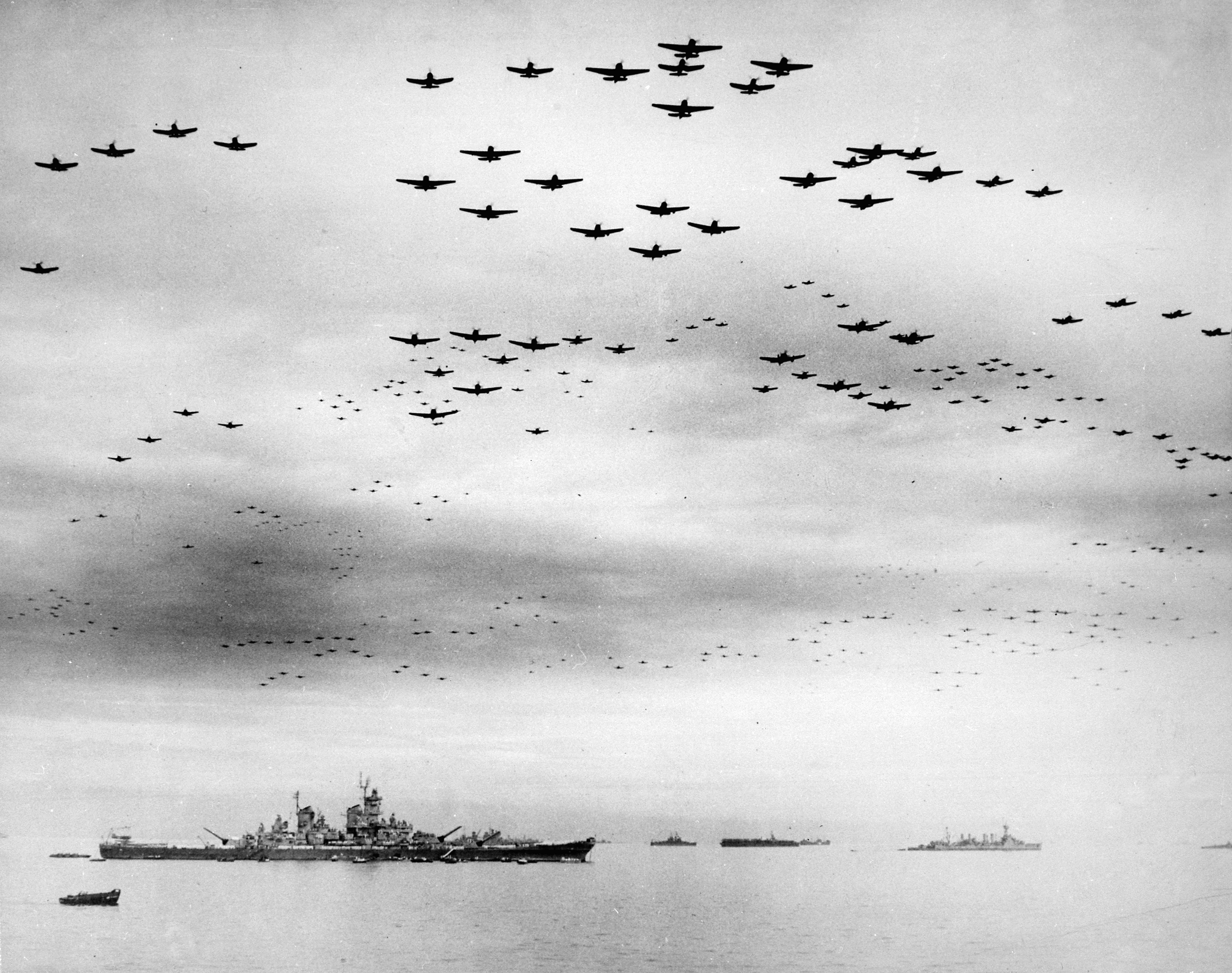
Démonstration des forces aériennes alliées survolant l'USS Missouri le 2 septembre 1945.
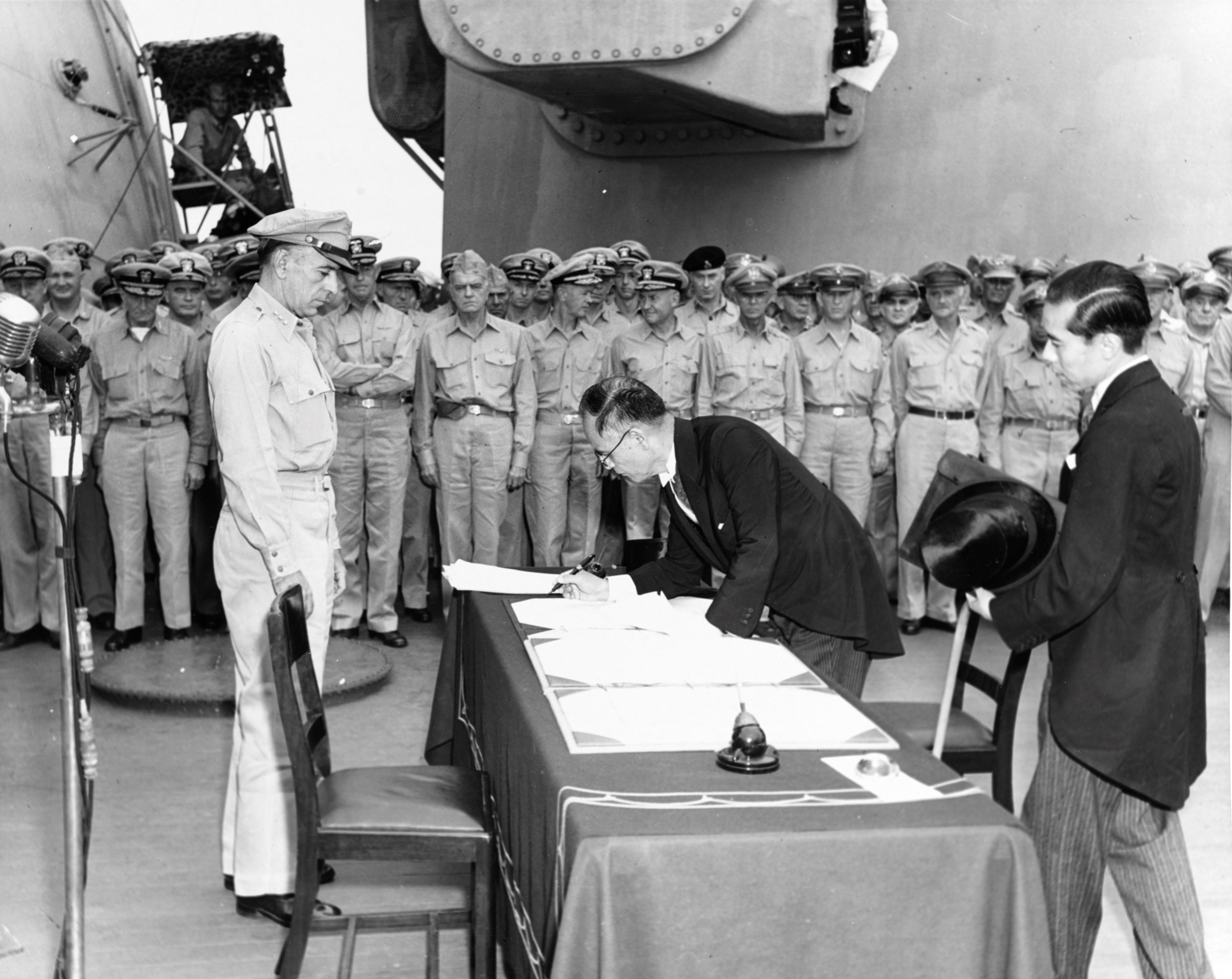
La délégation japonaise signe les actes de capitulation sur le pont
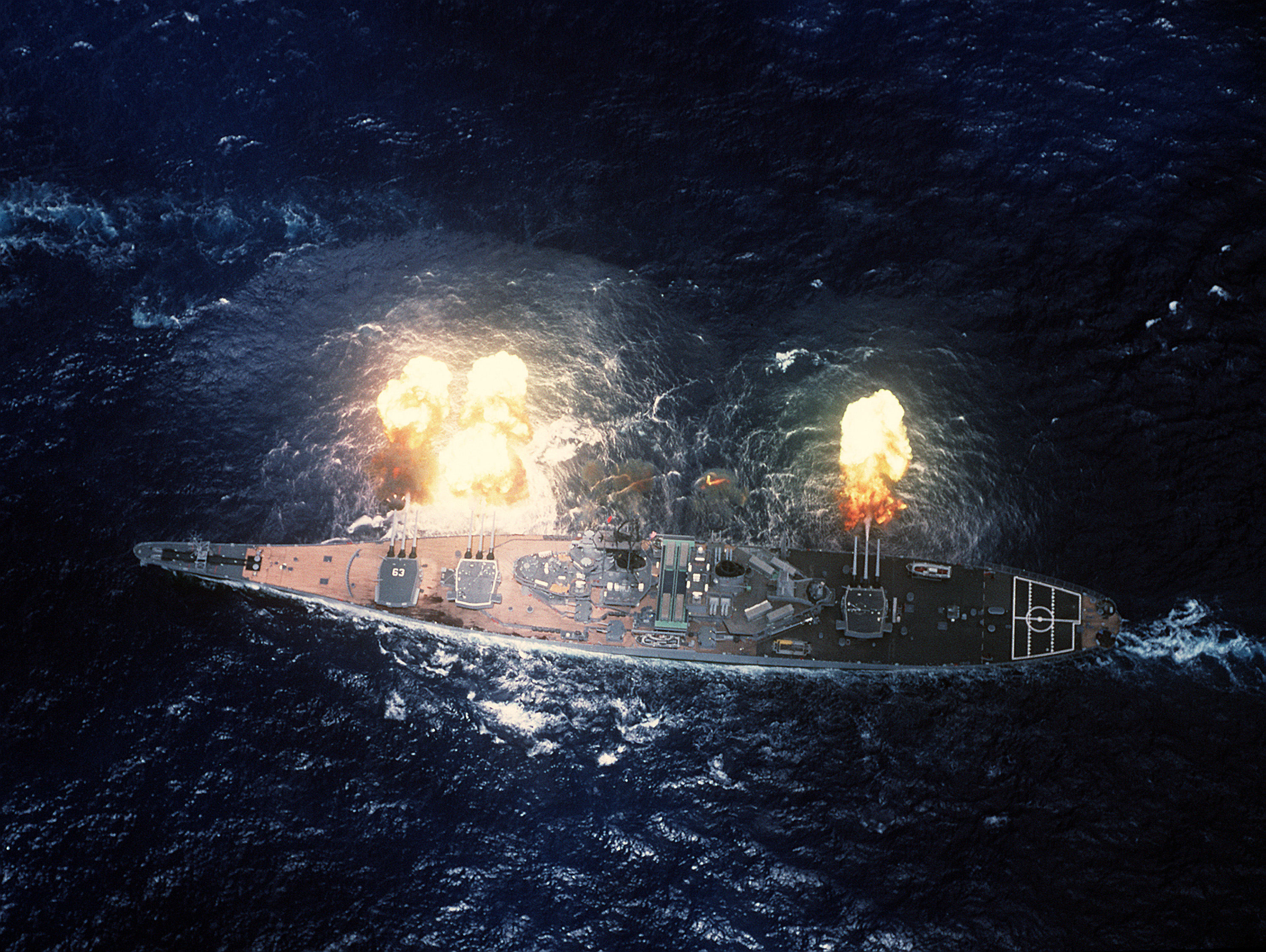
Tir d'artillerie du Missouri lors de l'exercice militaire RIMPAC en 1988.
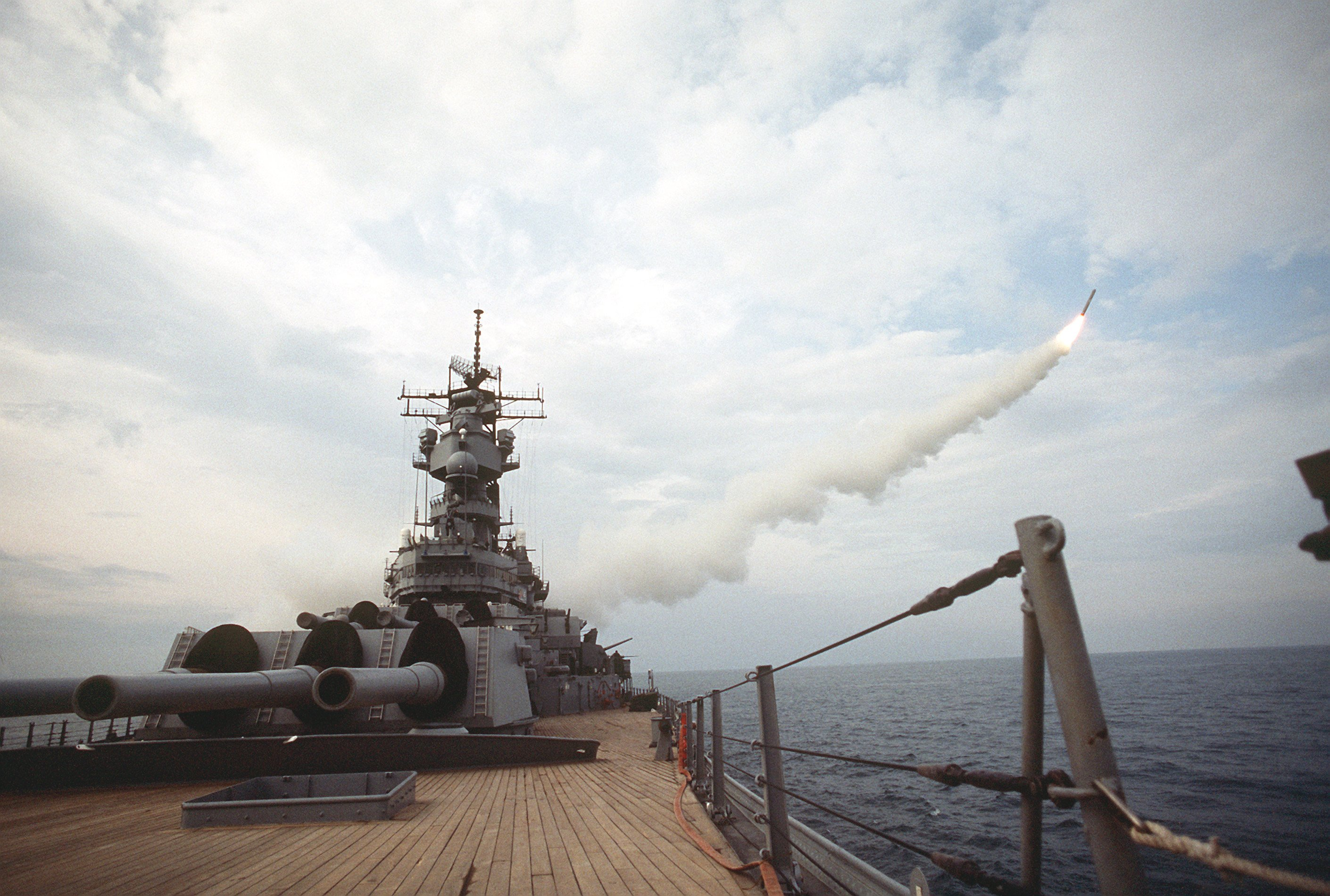
Tir d'un Tomahawk depuis le Missouri
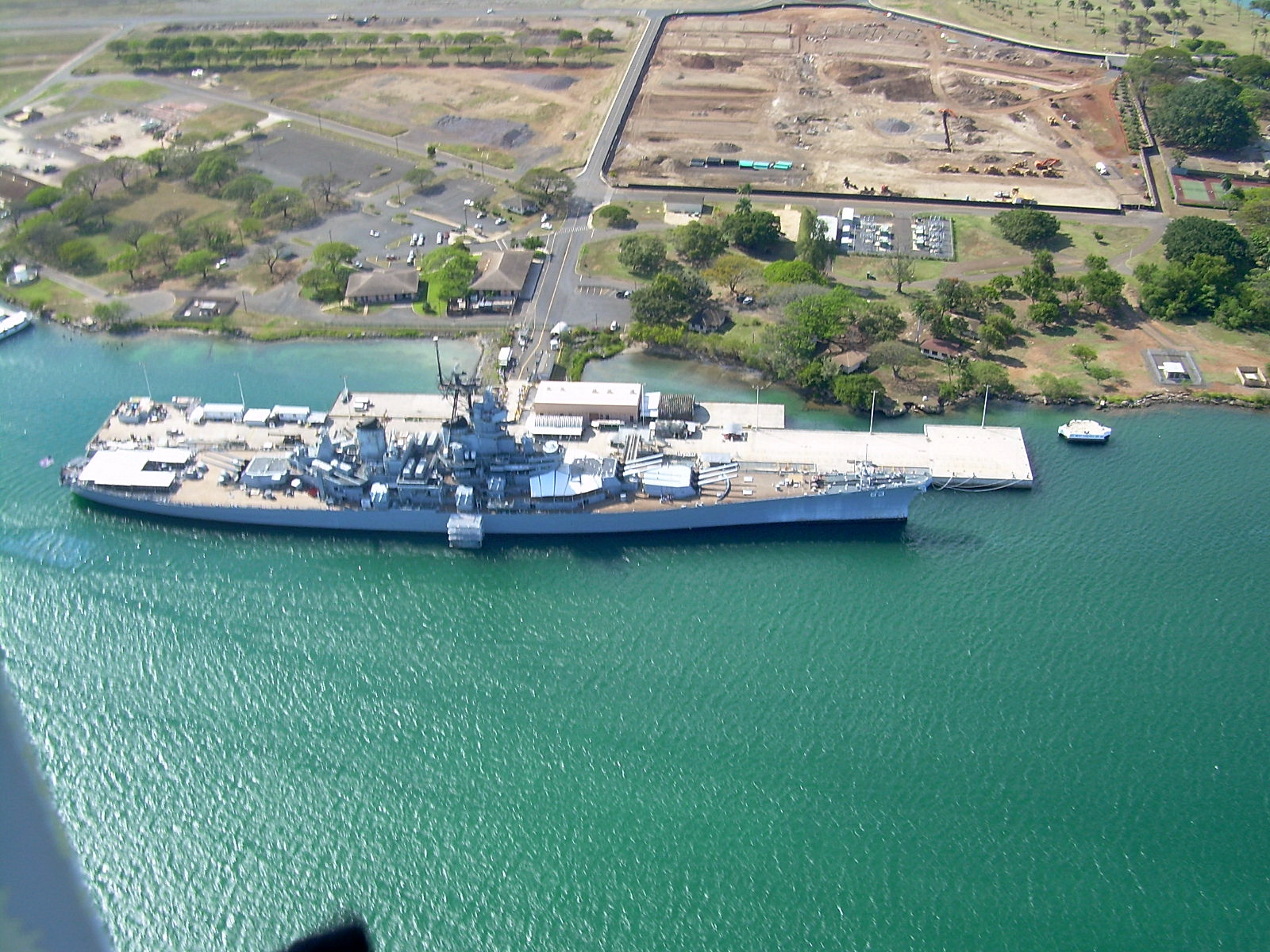
Le Missouri en navire musée

## Dans la fiction

### Films
- Le film d'action Piège en haute mer, avec Steven Seagal, se déroule presque intégralement à bord de l'USS Missouri.
- L'USS Missouri joue un rôle important dans Battleship, un film de Peter Berg (2012).
- Le cuirassé apparait brièvement dans la série Hawaii 5-0.
- Cher a tourné son clip If I Could Turn Back Time à son bord.
- L'USS Missouri est cité et bien décrit dans le roman Tempête rouge de Tom Clancy.
- On peut aussi voir l'USS Missouri remis en service dans le jeu Metal Gear Solid 4: Guns of the Patriots.
- Il intervient dans World in Conflict pour venir en aide à l'armée américaine en l'appuyant à la mission 3 à Pine Valley. Il coulera en tentant d'attaquer la flotte chinoise en route vers Seattle.
- Il apparaît brièvement dans le jeu de tir à la première personne Call of Duty: Black Ops.